# SBT Brasil
SBT Brasil é um telejornal brasileiro, produzido e exibido pelo SBT, sendo o principal telejornal da emissora. Estreou em 15 de agosto de 2005.

## História
O SBT Brasil estreou em 2005 comandado pela jornalista Ana Paula Padrão. Foi baseado no TJ Brasil, criado pela emissora em 1988. Com uma grande estrutura montada, cenário moderno e correspondentes internacionais, a estreia foi um dos assuntos mais comentados e marcou 10 pontos de média e 12 de pico, conquistando a vice-liderança em audiência no PNT. Em 1 de dezembro de 2006, a jornalista se transfere para o jornalístico SBT Realidade. Com a saída de Ana Paula, Carlos Nascimento deixa a apresentação do Jornal do SBT e passa a apresentar o SBT Brasil. Karyn Bravo estreou como apresentadora em agosto de 2009, quando o telejornal completou quatro anos. Karin, que havia sido apresentadora do quadro da previsão do tempo durante cerca de um ano, voltou à mesma atividade em 2011, ao mesmo tempo em que Carlos Nascimento deixou o jornalístico para apresentar o Jornal do SBT. Joseval Peixoto e Rachel Sheherazade os substituíram.
Assim como na concorrência, aos sábados havia rodízio de apresentadores desde a estreia. Em janeiro de 2013 o SBT extingue o rodízio de âncoras masculinos e Marcelo Torres é efetivado no posto. Em janeiro de 2014 o rodízio de âncoras femininos também é extinto e Neila Medeiros assume ao lado de Marcelo Torres. Desde 2011 o telejornal contava com comentários dos apresentadores, porém em abril de 2014, com a mudança de formato os comentários foram extintos. No mesmo mês, o SBT Brasil recebe o Troféu Imprensa na categoria 'Melhor Jornal de TV'.
No dia 12 de maio de 2014, o SBT Brasil foi marcado pela volta de Carlos Nascimento ao trabalho. Nascimento, substituiu Joseval Peixoto, que entrava de férias, voltando vinte dias depois. Em 12 de junho de 2014, Nascimento foi efetivado como titular, dividido a bancada com Rachel e num esquema de revezamento entre Joseval e Nascimento.
Durante as eleições municipais brasileiras de 2016, os apresentadores receberam a companhia de Karyn Bravo.

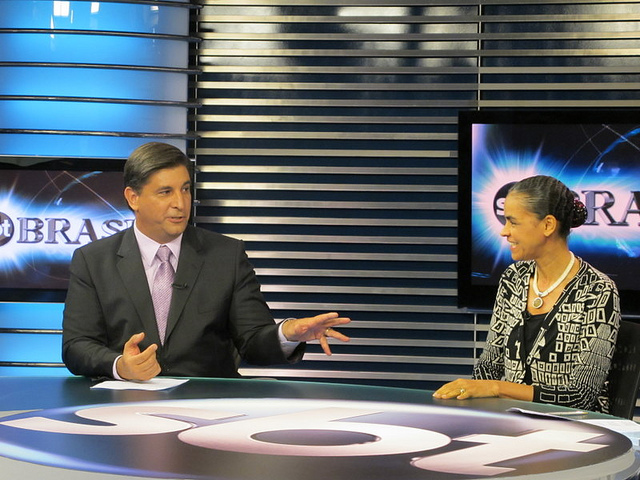
Carlos Nascimento, entrevistando Marina Silva, em 2010.

Em agosto de 2018, o SBT Brasil comemorou treze anos. Em 5 de outubro, uma nova mudança de formato do telejornal, que deixou de ter os comentaristas em suas funções, fazendo os apresentadores cuidarem de todo o noticiário. Isso levou à demissão de Kennedy Alencar, que era analista de política do jornal.
Joseval Peixoto deixa o jornal ao expirar seu contrato em 31 de dezembro de 2017, sendo substituído por Carlos Nascimento a partir do ano seguinte. Em 10 de julho de 2018, o telejornal perdeu quinze minutos para o programa de variedades Roda a Roda Jequiti. No dia seguinte, passou a ter uma parte local entre 19h20 e 19h45, apresentada para São Paulo e praças que não tinham programação local. Posteriormente, após mudanças, o telejornal retorna no horário das 19h45.

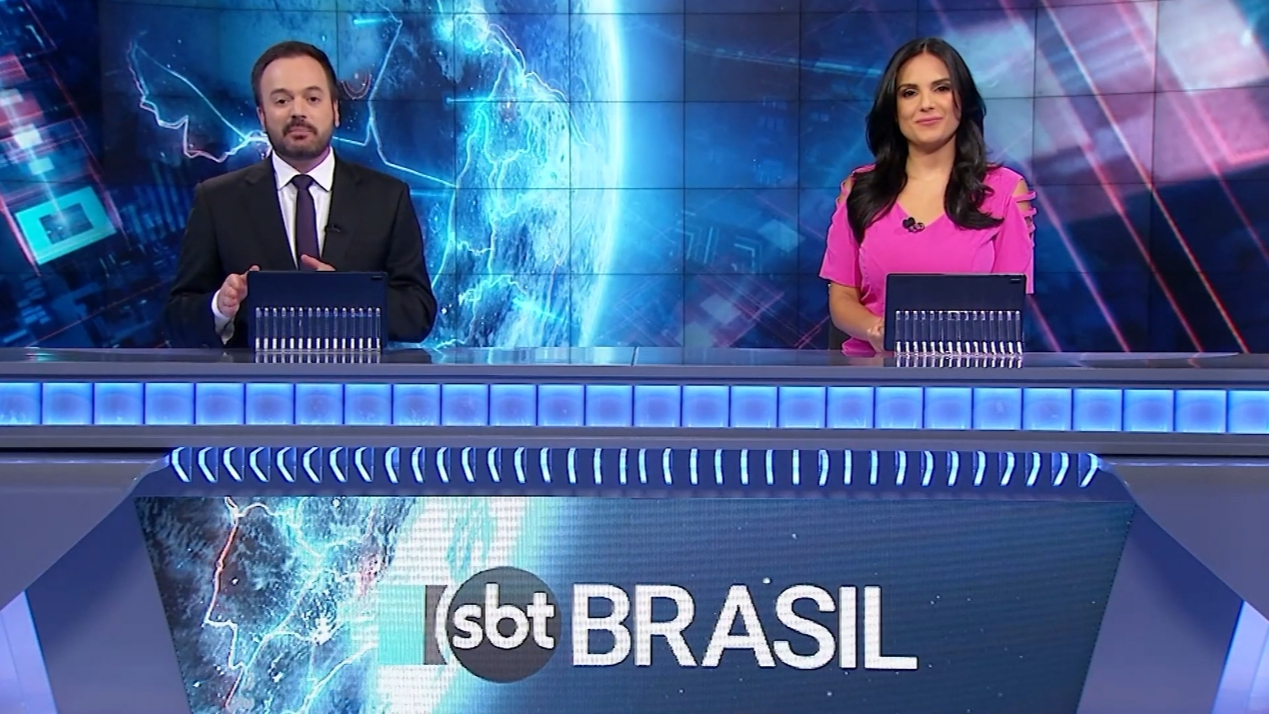
Marcelo Torres e Márcia Dantas na bancada do SBT Brasil em 2022

Em 29 de abril de 2019, o SBT Brasil ganha novo cenário, vinheta e grafismos.
Devido a uma cirurgia nos pés, Rachel entra em licença médica em 12 de novembro de 2019, ficando cinco semanas afastada, sendo substituída por Analice Nicolau.
Em 16 de abril de 2020, a emissora afastou o titular Carlos Nascimento por estar no grupo de risco para a pandemia de COVID-19, devido à sua idade, sendo substituído por Darlisson Dutra. e posteriormente por Marcelo Torres
Em 28 de setembro de 2020, Rachel Sheherazade deixa a bancada do jornal após nove anos, sendo substituída por Márcia Dantas.
Em 14 de dezembro de 2020, o SBT anuncia que o contrato de Carlos Nascimento não seria renovado, com isso Marcelo Torres, que já estava apresentando o telejornal interinamente por conta do afastamento de Nascimento em decorrência da pandemia da COVID-19, é efetivado no posto de âncora.
Em 11 de março de 2024, o jornal é reformulado, passando a adotar uma identidade mais informal, comparado aos principais telejornais das concorrentes, abandonando o formato de bancada, usado desde a sua estreia em 2005. César Filho é efetivado como o novo apresentador, substituindo Marcelo Torres, que se torna correspondente internacional da emissora na Argentina, e Márcia Dantas, que assume a previsão do tempo e vira editora-chefe do telejornal.

## Audiência
No mês de junho de 2014, fechou com a melhor audiência mensal desde 2005, com nove de média, e nos dias 13 de agosto e 14 de agosto marcou 12 pontos de audiência e 15 de pico, um dos melhores índices até então, onde pela primeira vez na história o telejornal foi ancorado por dois homens (Joseval Peixoto e Marcelo Torres), fato que é comum em outras emissoras.

## Prêmios e indicações
| Ano    | Prêmio          | Categoria                                | Indicado           | Resultado | Ref. |
| ------ | --------------- | ---------------------------------------- | ------------------ | --------- | ---- |
| 2008   | Troféu Imprensa | Melhor Apresentador de Telejornal        | Carlos Nascimento  | Venceu    |      |
| 2009   | Troféu Imprensa | Melhor Apresentador de Telejornal        | Carlos Nascimento  | Indicado  |      |
| 2013   | Troféu Imprensa | Melhor Jornal de TV (jornalismo/esporte) | SBT Brasil         | Indicado  |      |
| 2014   | Troféu Imprensa | Melhor Jornal de TV (jornalismo/esporte) | SBT Brasil         | Venceu    |      |
| 2014   | Prêmio F5       | Apresentador do Ano (jornalismo/esporte) | Rachel Sheherazade | Venceu    |      |
| 2015   | Troféu Imprensa | Melhor Jornal de TV (jornalismo/esporte) | SBT Brasil         | Indicado  |      |
| 2016   | Troféu Imprensa | Melhor Jornal de TV (jornalismo/esporte) | SBT Brasil         | Indicado  |      |
| 2017   | Troféu Imprensa | Melhor Jornal de TV (jornalismo/esporte) | SBT Brasil         | Indicado  |      |
| 2018   | Troféu Imprensa | Melhor Jornal de TV (jornalismo/esporte) | SBT Brasil         | Indicado  |      |
| 2018   | Prêmio Área VIP | Melhor Jornal de TV (jornalismo/esporte) | SBT Brasil         | Venceu    |      |
| 2018   | Prêmio Área VIP | Apresentador do Ano (jornalismo/esporte) | Rachel Sheherazade | Venceu    |      |
|        |                 |                                          |                    |           |      |
| 2019   | Troféu Imprensa | Melhor Jornal de TV (jornalismo/esporte) | SBT Brasil         | Indicado  |      |
|        |                 |                                          |                    |           |      |
| 2022   | Troféu Imprensa | Melhor Jornal de TV (jornalismo/esporte) | SBT Brasil         | Indicado  |      |
|        |                 |                                          |                    |           |      |
| [ 18 ] |                 |                                          |                    |           |      |

## Boletim SBT Brasil
Boletim SBT Brasil foi um boletim de notícias brasileiro, produzido e exibido pelo SBT, trazendo informações das reportagens que seriam exibidas à noite no SBT Brasil. O informativo contava com 30 segundos de chamadas das notícias, exibidos diversas vezes durante Manhã e a tarde, antes do SBT Brasil, fazendo uma ligação com este. O formato é similar ao também extinto Globo Notícia, apresentado por Sandra Annenberg na Rede Globo com chamadas do Jornal Hoje, e ao G1 em 1 Minuto, rotativamente na Rede Globo com as principais notícias do portal G1.
Estreou em 28 de Novembro de 2011 sob a apresentação de Joyce Ribeiro na parte da manhã e Karyn Bravo na parte da tarde, sendo substituídas em 2012 por Patrícia Rocha na parte da Manhã e Gabriela França na parte da tarde. Ainda em 2012 passou a ser apresentado por Cynthia Benini na parte da tarde, que ficou no boletim até 11 de setembro de 2015, quando seu contrato com o SBT chegou ao fim. Quem assumiu a apresentação em seu lugar foi Carolina Aguaidas.

## Repercussão
Espaço de opiniões
Em março de 2018, Jeff Benício, do portal Terra chamou de censura quando o SBT tirou o espaço de opiniões da jornalista Rachel Sheherazade do jornal: "O próprio Silvio Santos, que financia o telejornalismo de seu canal por mera obrigação e prefere não desagradar governantes, determinou o fim das opiniões no ‘SBT Brasil’. O jornalismo da emissora, conhecido pelo estilo burocrático, perdeu muito com a censura imposta a Sheherazade. Era a única voz que repercutia."
Gustavo Nogy, escrevendo para Gazeta do Povo questionou se o afastamento da jornalista do jornal em 2019 não seria uma atitude do Governo Jair Bolsonaro. Comentando sobre Rachel Sheherazade em agosto de 2019, o jornalista e apresentador Dudu Camargo declarou: "[A situação da jornalista] resvala em todo o jornalismo, em todos os companheiros dela (…) O pessoal chega para gente revoltado com a opinião da (Sic) Raquel e acaba se tornando uma pessoa competente (…) Em uma outra época, o Silvio chegou e falou 'nossa a Raquel acaba falando demais', não se mete Dudu em política."
Falta de investimento
Vinícius de Andrade, do Notícias da TV criticou o jornal em setembro de 2019: "Enquanto Globo, Record e Band se mexem para conquistar um público interessado em informações ao vivo e reforçam seus telejornais, com mudanças em cenários e aposta em novos âncoras, SBT e RedeTV! dão sinais de que pararam no tempo e estão acomodadas com seus respectivos noticiários. A morosidade da emissora de Silvio Santos até tem motivo: satisfação [com a boa audiência]."
Comentário de patrocinador do SBT
Em junho de 2019 Luciano Hang sugeriu que Silvio Santos deveria demitir Rachel Sheherazade do SBT, ao acusar falsamente que ela teria "ideologia comunista". Sheherazade reagiu, ao dizer que iria processar judicialmente o empresário. O fato teve repercussão na imprensa. Após o evento, Danilo Gentili publicou a frase: "'Jornalismo é oposição. O resto é armazém de secos e molhados'. Millôr Fernandes" Segundo o jornal O Dia é uma indireta ao caso.
Segundo Tony Goes, da Folha de S.Paulo, Rachel Sheherazade "continua se alinhando com a direita (política), o capitalismo, o liberalismo. Só não perdeu a perspicácia e a honestidade intelectual. Isto fez com que muitos de seus seguidores a vissem como uma traidora. Como assim, Rachel Sheherazade não apoia automaticamente qualquer sandice proferida pelos olavistas? Então agora ela é comunista! Essa opinião desmiolada é compartilhada por um dos apoiadores mais folclóricos do novo governo."
Segundo o colunista, Luciano Hang viu na demissão de jornalistas promovida pelo SBT uma espécie de caça às bruxas e "Rachel Sheherazade se tornou um farol de lucidez na barafunda que é o jornalismo do SBT. Silvio terá a sabedoria de mantê-la em seus quadros? Ou cederá à pressão dos alucinados que chamam de 'comunistas' a quem não pensa 100% como eles?"
Silvio Santos colocou a participação de Rachel Sheherazade no "Jogo dos Pontinhos", do Programa Silvio Santos na frente de outros já gravados. Segundo Gabriel Perline, do Notícias da TV essa foi uma atitude de apoio a jornalista e uma indireta a Luciano Hang.
Cancelamento de uma edição do jornal
Em 23 de maio de 2020, Silvio Santos mandou cancelar a exibição do SBT Brasil, pegando todos que estavam na redação da emissora de surpresa. No lugar do jornal, foi exibido o programa Triturando. Segundo apuração feita pelo colunista do UOL, Maurício Stycer, que ouviu quatro jornalistas da emissora, o motivo do cancelamento da edição do jornal que iria ar, pode ter sido por decisão política, tendo em vista que estava em repercussão o vídeo da reunião ministerial do governo Bolsonaro.
Também reportando o assunto, o Notícias da TV citou a declaração de Silvio Santos, feita em abril de 2020: 
A minha concessão de televisão pertence ao governo federal e eu jamais me colocaria contra qualquer decisão do meu 'patrão' [Bolsonaro], que é o dono da minha concessão. Nunca acreditei que um empregado ficasse contra o dono, ou ele aceita a opinião do chefe, ou então arranja outro emprego.
Segundo apurou o site Na Telinha, a decisão de Silvio Santos foi tomada com base na reclamação do deputado federal Fábio Faria, marido de Patrícia Abravanel (filha de Silvio), após o secretário de comunicação do governo, Fábio Wajngarten, ter telefonado para ele em repúdio à edição de 21 de maio do telejornal, que informou sobre a divulgação do vídeo ministerial de 22 abril, afirmando que a reportagem "havia concluído que Sergio Moro estava certo em sua denúncia de que Bolsonaro teria tentado interferir na Polícia Federal".
No dia seguinte ao do cancelamento do telejornal, sem qualquer aviso e em dia e horário em que não há exibição do programa, a emissora apresentou um trecho da gravação da controversa reunião ministerial, sem cortes das palavras de baixo calão proferidas por Bolsonaro. Fábio Faria defendeu o sogro, afirmando que a sua decisão da retirada do ar o SBT Brasil no dia 23, não teve razões políticas e que não teria havido qualquer reclamação do governo em relação à programação exibida.